# Amenodoro Rangel Lamús
Amenodoro Rangel Lamús est l'une des trois paroisses civiles de la municipalité de Cárdenas dans l'État de Táchira au Venezuela. Sa capitale est Palo Gordo.